# Hauteville (Marna)
Hauteville è un comune francese di 233 abitanti situato nel dipartimento della Marna nella regione del Grand Est.

## Società

### Evoluzione demografica
Abitanti censiti